# Myopsyche sankuruica
Myopsyche sankuruica là một loài bướm đêm thuộc phân họ Arctiinae, họ Erebidae.